# Matthew Gross

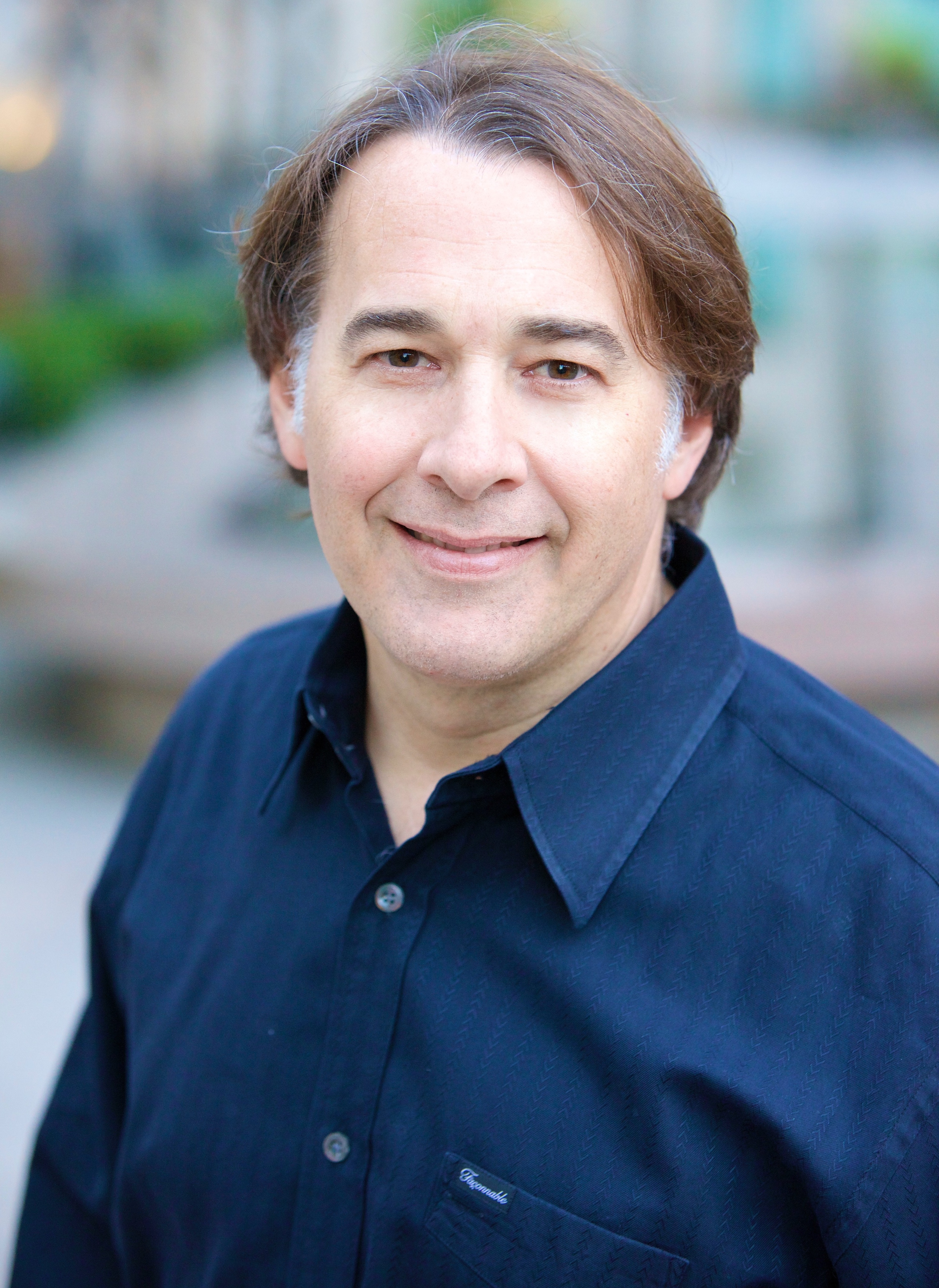
Matthew Gross (2013)

Matthew Gross (* 20. September 1964) ist ein US-amerikanischer Filmproduzent, der 1991 für einen Oscar in der Kategorie „Bester Kurzfilm“ nominiert war.

## Biografie
Gross studierte an der University of California (UCLA) in Los Angeles und belegte dort als Hauptfach Wirtschaftswissenschaften. Er schloss sein Studium mit einem Master of Fine Arts ab. Bei dem Fernsehfilm Snow Kill von 1990, in dem Führungskräfte eines Unternehmens in der Wildnis der Berge ihre Teamfähigkeit unter Beweis stellen sollen, und Opfer von Mord und Vergewaltigung werden, trat Gross erstmals als Produktionsleiter in Erscheinung.
1991 erhielt Gross zusammen mit Raymond De Felitta eine Oscar-Nominierung in der Kategorie „Bester Film“ für den von beiden produzierten Kurzfilm Bronx Cheers, in dem es um einen aus dem Zweiten Weltkrieg in die Bronx zurückgekehrten jungen Soldaten und einen Boxer geht, der nur noch in gestellten Boxkämpfen auftritt. Ein gekonnt ausgeklügelter Trick verhilft beiden dazu, das zu bekommen, wovon sie geträumt haben.
Für Kopelson Entertainment und Kopelson Telemedia arbeitete Gross in den Neunziger Jahren als Produktionsleiter. Davor war er Leitender Filmpräsident von Wilshire Court Productions, einer Abteilung von Paramount Television. Dort entwickelte er mehr als 75 Filme für USA Network, die er teils auch produzierte. Gross produzierte auch den Musikthriller The Sting, basierend auf dem Film Der Clou von 1973.
Bevor Gross zu EuropaCorp TV kam, deren Präsident er auch war, war er Präsident seiner eigenen Film- und Fernsehproduktionsfirma Gross Entertainment, die von 2003 bis 2014 einen Vertrag mit den ABC Studios hatte. Dort war er an drei Staffeln der Kriminalfernsehserie Body of Proof beteiligt, ebenso an der ABC-Serie Dirty Sexy Money mit Peter Krause, Donald Sutherland und Lucy Liu. Darüber hinaus entwickelte und produzierte Gross auch die von der Kritik gefeierte und preisgekrönte Actionserie Day Break mit Taye Diggs in der Hauptrolle. Für ABC entwickelte und produzierte er zudem die Fernsehpilotsendungen Murder in Manhattan, See Kate Run, Twenty Questions und Neighbors. Für die Serie Body of Proof war Gross auch als Autor und Regisseur tätig, ebenso für Dirty Sexy Money. Für die ABC Studios produzierte er 2014 die historische Miniserie Sons of Liberty für den Bezahlsender History Channel.
Mit Universal Television hat Gross einen umfangreichen Pod-Deal abgeschlossen. Die Fernsehserie The InBetween für NBC ging daraus hervor. Für die Universal Studios entwickelte Gross eine Serie mit dem Titel Queens und an Paramount Players verkaufte er einen Country-Musical-Spielfilm.
Gross lebt gemeinsam mit seiner Frau und seinen drei Kindern in Los Angeles.

## Filmografie (Auswahl)
– Produzent (wenn nicht anders angegeben) –
- 1990: Snow Kill (Fernsehfilm; Produktionsleiter)
- 1991: Bronx Cheers (Kurzfilm)
- 1993: Das Geheimnis um Linda (Linda; Fernsehfilm; Produktionsleiter)
- 1995: Töte oder stirb! (Tails You Live, Heads You’re Dead; Fernsehfilm; Produktionsleiter)
- 1997: Mord im Weißen Haus (Murder at 1600; Produktionsleiter)
- 1997: Mad City (Produktionsleiter)
- 1997: Im Auftrag des Teufels (The Devil’s Advocate; Produktionsleiter)
- 1998: Ein perfekter Mord (A Perfect Murder; Produktionsleiter)
- 1998: Auf der Jagd (U.S. Marshals; Produktionsleiter)
- 2000: Sherman’s March (Fernsehfilm)
- 2001: Sag’ kein Wort (Don’t Say a Word; Produktionsleiter)
- 2001: Joe Jedermann
- 2004: Twisted – Der erste Verdacht (Twisted; Produktionsleiter)
- 2006: Twenty Questions
- 2006, 2007: Day Break (Fernsehserie, 13 Folgen)
- 2007: Across the Universe (auch All You Need is Love)
- 2007–2009: Dirty Sexy Money (Fernsehserie, 23 Folgen, auch Regie bei der Folge The Facts)
- 2009: Fired Up!
- 2011–2013 Body of Proof (Fernsehserie, 42 Folgen,
  - auch Regie bei den Folgen Dead Man Walking und Occupational Hazards
  - sowie Drehbuchautor bei den Folgen Letting Go und Falling for You)
- 2012: Body of Proof Webisodes (Fernseh-Miniserie, 5 Folgen)
- 2015: Sons of Liberty (Fernseh-Miniserie, 3 Folgen)
- 2017, 2018: Taken – Die Zeit ist dein Feind (Taken; Fernsehserie, 26 Folgen)
- 2019: The InBetween (Fernsehserie, 10 Folgen)
- 2020, 2021: Big Sky (Fernsehserie, 16 Folgen)

## Auszeichnungen
- 1991: Oscarnominierung gemeinsam mit Raymond De Felitta für und mit dem Kurzfilm Bronx Cheers in der Kategorie „Bester Kurzfilm“
- Awards Circuit Community Awards 2007: nominiert für den ACCA gemeinsam mit Jennifer Todd und Suzanne Todd für und mit dem Filmmusical Across the Universe